# المتحف الوطني لتاريخ أوكرانيا في الحرب العالمية الثانية
المتحف الوطني لتاريخ أوكرانيا في الحرب العالمية الثانية: (بالأوكرانية: Національний музей історії України у Другій світовій війні)‏ متحف أوكراني يقع على الضفة اليمنى لنهر دنيبرفي مدينة كييف، تم تضمين المتحف في قائمة المتاحف والمحميات التي يتم فيها تخزين مقتنيات المتحف، وهي ملك للدولة